# Stilopodio
Lo stilopodio, in zoologia (specialmente con riferimento allo scheletro degli arti dei vertebrati tetrapodi), è il segmento prossimale degli arti anteriori e posteriori.
Nel modello scheletrico del chiropterigio lo stilopodio è costituito da un solo osso lungo (l'omero nell'arto anteriore, il femore in quello posteriore), articolato per diartrosi con le cinture corrispondenti, pettorale e pelvica.
In botanica, lo stilopodio è un ingrossamento posto alla base degli stili nei fiori delle Apiaceae.